# 恩潘納達
恩潘納達是一種流行於伊比利亞半島和拉丁美洲的糕點食物。餡餅的其中一種。恩潘納達一詞來自於西班牙語和葡萄牙語動詞「empanar」，意思是包裹。
正如其名稱，恩潘納達是一種將餡料包裹入麵團的食物。各國的恩潘納達有不同的製作方法和食用習慣。意大利的卡爾佐內是一種和恩潘納達相似的食物。

## 起源
恩潘納達的起源可追溯到西班牙西北地區加利西亞。1520年有一本由羅伯特·德·諾拉（Robert de Nola）以加泰隆尼亞語出版的食譜，稱Libre del Coch，提到了在加泰羅尼亞，意大利，法國和阿拉伯食物裡有用海鮮當餡料的恩潘納達。

## 各國和地區的種類

### 阿根廷

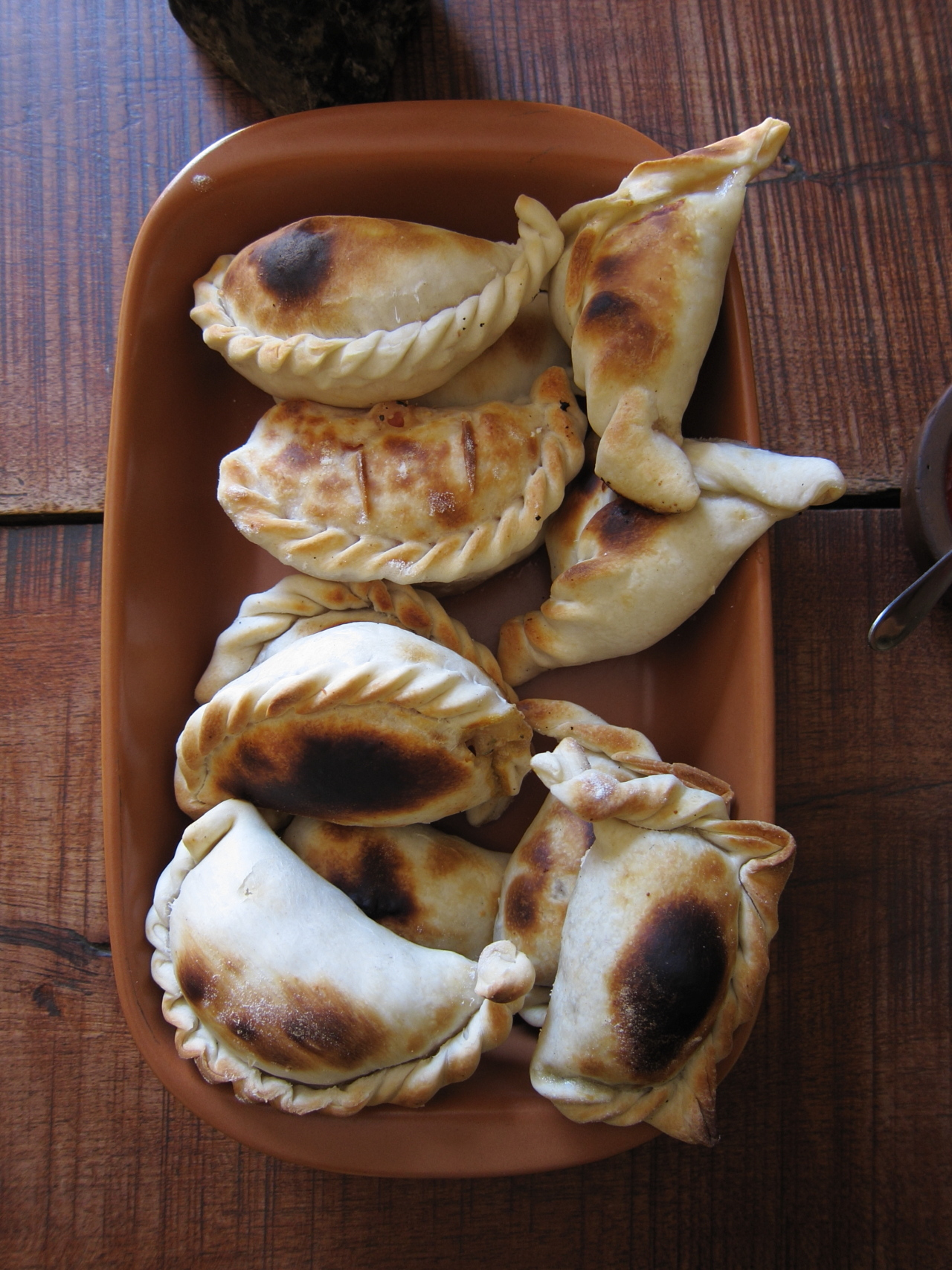
來自阿根廷科爾多瓦的自製肉餡捲餅

阿根廷經常在派對和節日期間作為前菜或主菜。專營商店新鮮製作的肉餡餅，有多種口味和餡料。
麵團由小麥粉和牛油製成，而餡料的配方會因省而異。有些地方使用雞肉，有些地方用孜然和辣椒粉調味牛肉（丁塊或絞肉，取決於地區）。其他的餡料有包含洋蔥、水煮蛋、油橄欖或葡萄乾。恩潘納達可以烤或炸。它還可以包含火腿，魚，humita（白醬汁配甜玉米）或菠菜；有包水果餡料是用於製作甜點恩潘納達。對於內部地區，有些人會用辣椒調味。
通常在可供應多種類型的店面（通常是外賣店），在糕點折疊中會添加一種" repulgue "，或樣式，以區分口味（雖然現在更常見的是將一個字母 - 填充的縮寫指示 - 燒在麵團上)。在較大的城市裡，恩潘納達常被當作外賣食品，特別是來自專門從事這道料理的餐館。它們通常帶有幾十種不同的品種，而在北方地區則不然；北邊的恩潘納達通常是在家裡製作的，擁有更傳統的食譜。
在四旬期和復活節期間，用魚肉（通常是角鯊或金槍魚）餡料製作出的empanadas de Cuaresma很受歡迎。

### 伯利兹

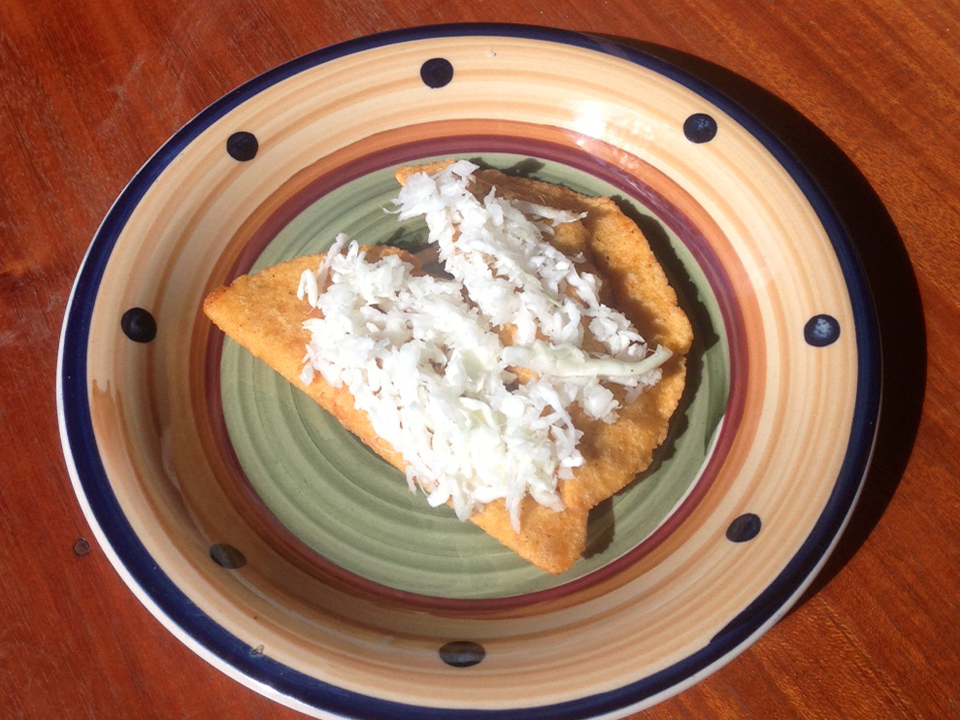
卡優省伯利兹的潘納德

在伯利兹，恩潘納達稱為潘納德（panades）。它們是用马萨（玉米麵團）製成的；裡面通常是塞滿了魚肉，雞肉或豆類。 通常料裡方法為油炸過，並在餡餅上配上捲心菜或莎莎醬。Panades經常作為小吃出售。

### 佛得角
佛得角美食也有包括餡餅。佛得角式餡餅裡面常常包滿了辣金槍魚餡。其中有個特別辣的口味，被稱作pastel com o diabo dentro（字面意思：餡餅與裡面的魔鬼）；是用番薯和玉米粉麵團製成的。

### 智利

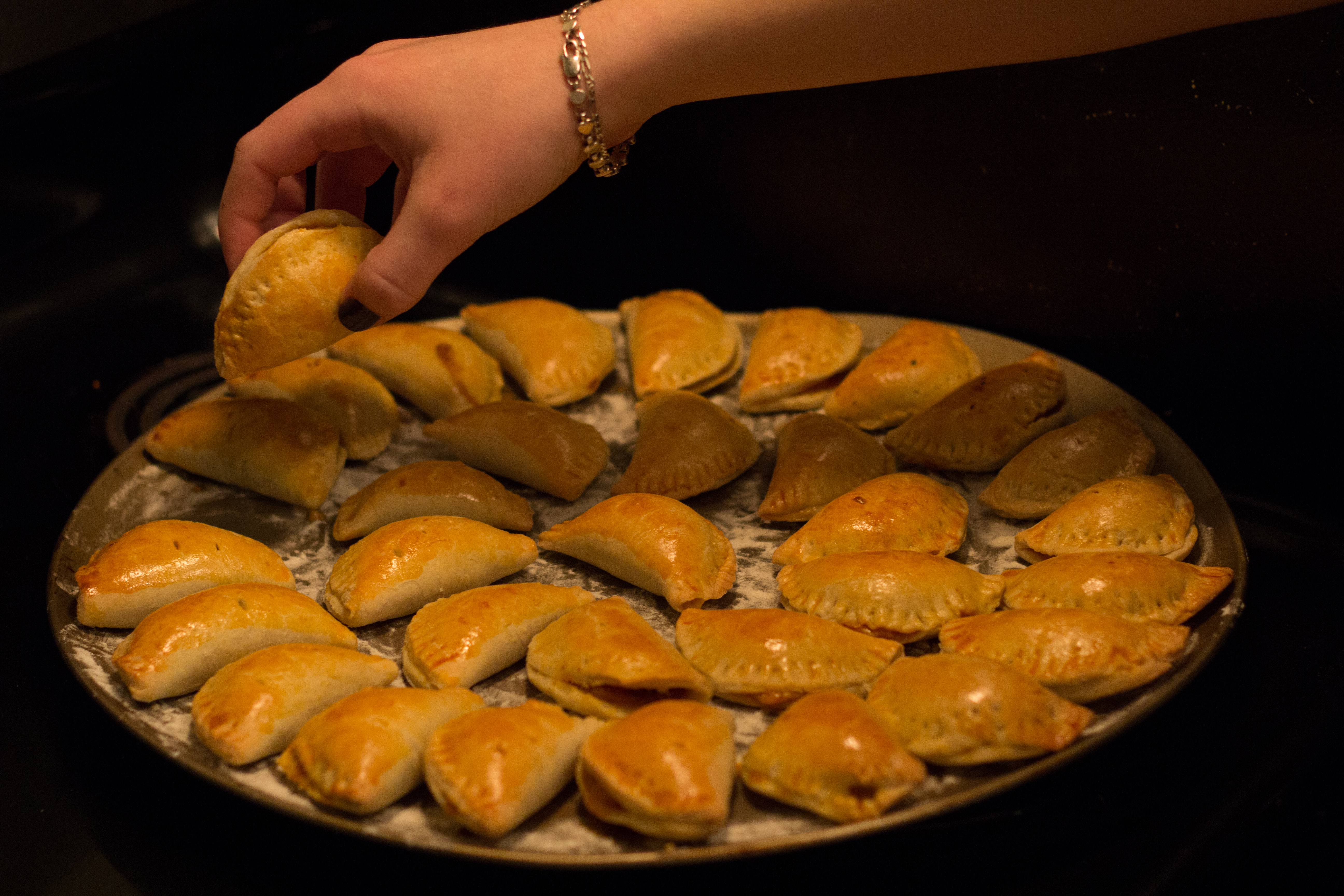
智利式恩潘納達

該恩潘納達被認為是該國最具象徵意義的食物。 薩爾瓦多·阿連德，1970至1973年期間的智利總統，強調他的民族性政治計劃，並且說明這將是一個“革命與紅酒的味道，和恩潘納達的香味”。
食用恩潘納達，特別是名為“皮諾恩潘納達”(empanada de pino)的口味，會在9月份，即智利慶祝國慶的月份，變得更受歡迎。此時他們吃這餡餅會把它當做像在吃asados或智利燒烤一樣，並搭伴著奇恰酒和紅酒等飲料一起持用。
智利有肉的皮諾恩潘納達（“de pino”）肉餡裡添加了了牛肉，並用白洋蔥和大蒜一起炒，還加入了水煮蛋，橄欖；有時會加葡萄乾調味。這個版本被稱為典型的烤智利恩潘納達，雖然它也可以用炸的。
海鮮恩潘納達裡的餡料有些是包螃蟹，蛤蜊，海螺，或稱為Crassostrea的特殊牡蠣和奶酪。可以使用不同的海鮮，並將它們與切碎的白洋蔥混合。

### 菲律賓

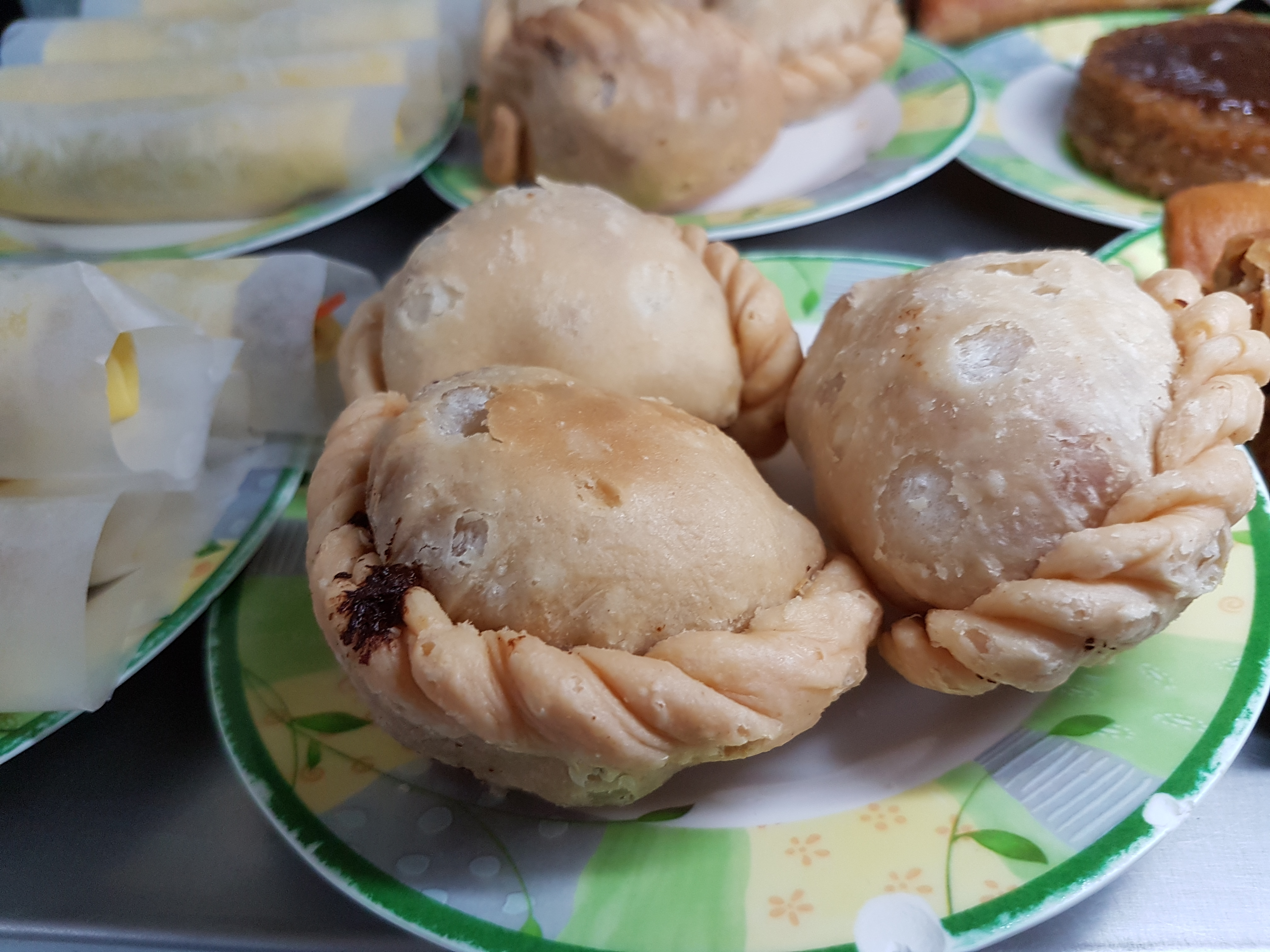
菲律賓油炸的恩潘納達，配以碎牛肉，土豆，胡蘿蔔，奶酪和葡萄乾，有薄薄脆脆的外殼

菲律賓恩潘納達通常含有碎牛肉，豬肉或雞肉，馬鈴薯，切碎的洋蔥和葡萄乾（有點類似於古巴picadillo），並用有點甜的小麥麵團包裹。 有兩種製作版本可供選擇：烘烤製和帶片狀油炸製。 為了降低成本，馬鈴薯通常作為增量劑添加，而另一種加入的餡料是kutsay或韭菜（在宿霧語和他加祿語為kutsay；咱人话為 kú-chhài(韭菜) ）。
伊羅戈北部地區的的恩潘納達有些不太一樣。 這一區通常會加入綠色木瓜、綠豆，並有時會加入切碎的伊羅戈香腸（乔利佐）和蛋黃。

### 西西里島(意大利)

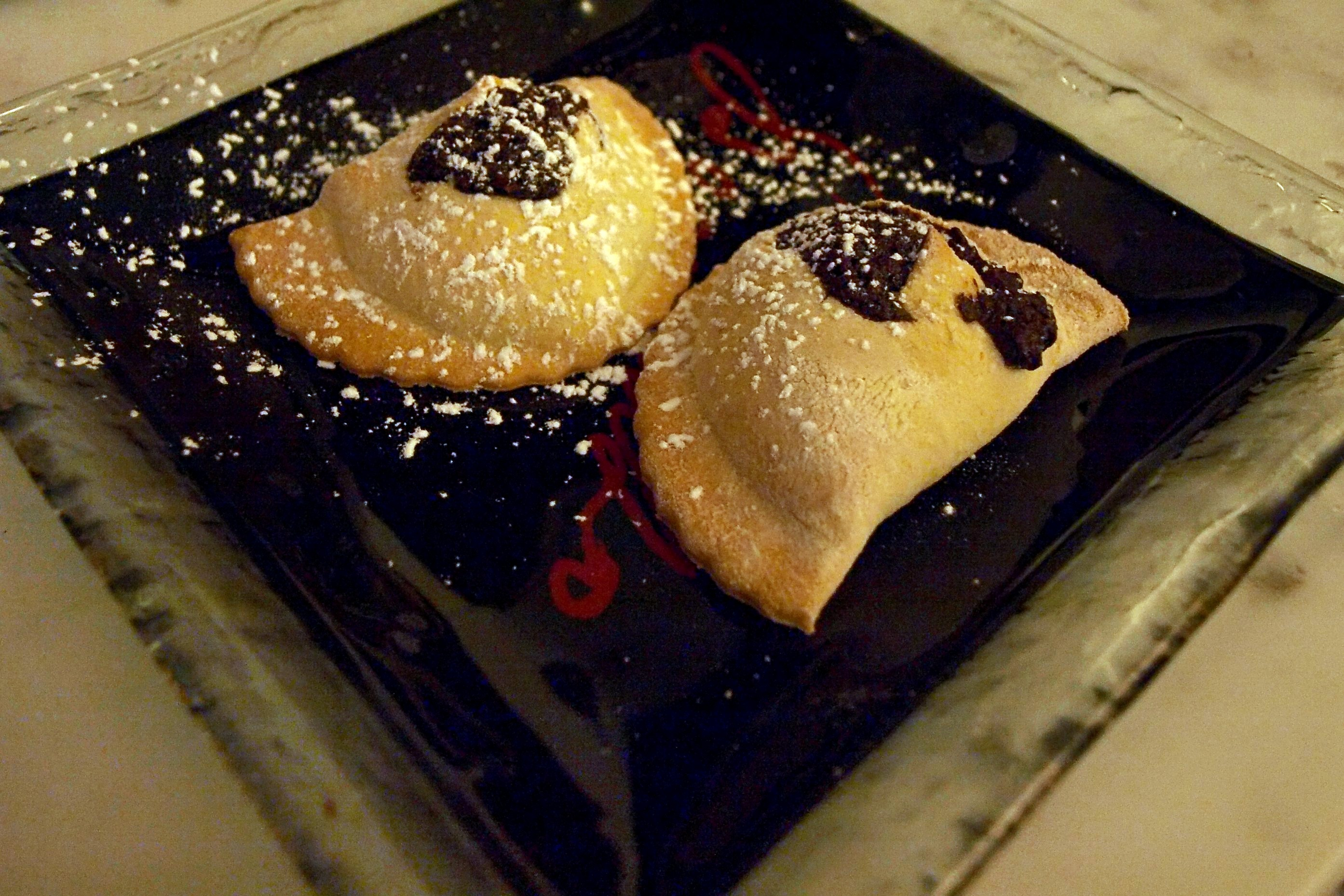
'巧克力牛肉餃Mpanatigghi

'Mpanatigghi是由半月形的油炸三明治組成，裡面裝滿杏仁，核桃，巧克力，糖，肉桂，丁香和碎牛肉。  這是一項典型的莫迪卡食物，位於西西里島，拉古薩省。 它們也被稱為impanatiglie或dolce di carne。
此食物可能是西班牙人在16世紀期間在西西里島統治期間引入的。這是因為這項料裡可以從名稱的詞源來推測；其詞源是來自西班牙的“empanadas或empadillas”（餡餅）；除此之外肉類和巧克力這種有點不尋常組合在在西班牙菜中有多次出現過。 在過去的幾個世紀裡，準備'mpanatigghi時是要用野味，但現在已被牛肉取代。.

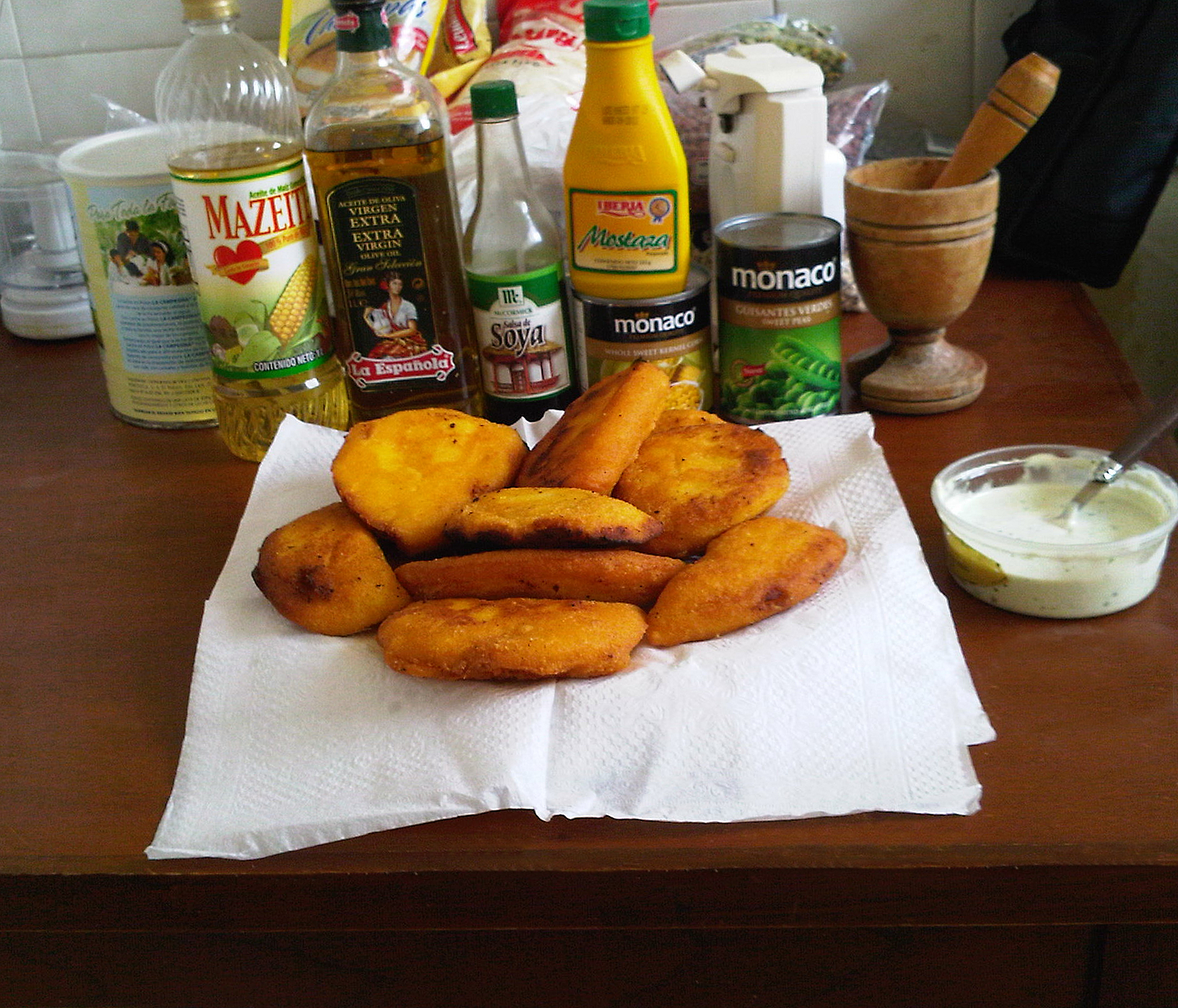
委內瑞拉式恩潘納達

### 美國
恩潘納達，在紐約市和整個新澤西州的食物推車，速食卡車和餐館中廣泛提供販賣。恩潘納達通常販賣在擁有大量西班牙裔人口的美國地區，如邁阿密，聖安東尼奧，和洛杉磯。

### 台灣
台灣的恩潘納達只產在麥寮鄉，西班牙人傳入中國南方時稱油角，再由泉州人傳入麥寮，麥寮數百年前盛產小麥、花生，因此這個地區的恩潘納達使用豬油炒過的花生碎加糖做內餡，其後用麵團包裹後使用豬油炸製，當地稱鱷魚餐包為中文恩潘納達的音譯。

## 關聯項目
- 飲食主题
- 肉馅饼
- 酥皮盒子
- 切布雷克
- 咖喱角
- 咖喱饺
- 酥皮
- 康沃尔肉馅饼
- 约翰面包
- 油角